# Nantong Airport
Nantong Airport (kinesiska: 南通兴东机场) är en flygplats i Kina. Den ligger i provinsen Jiangsu, i den östra delen av landet, omkring 200 kilometer öster om provinshuvudstaden Nanjing.
Runt Nantong Airport är det tätbefolkat, med 849 invånare per kvadratkilometer. Närmaste större samhälle är Nantong, 10,5 km väster om Nantong Airport. Trakten runt Nantong Airport består till största delen av jordbruksmark.
Genomsnittlig årsnederbörd är 1 257 millimeter. Den regnigaste månaden är juli, med i genomsnitt 219 mm nederbörd, och den torraste är januari, med 35 mm nederbörd.